# Campeonato de Primera División 1905 (Argentina)
La Copa Campeonato 1905 fue el decimocuarto torneo de Primera División. Se disputó desde el 7 de mayo hasta el 24 de septiembre. Se jugó por el sistema de todos contra todos, a dos ruedas. 
Fue campeón el Alumni Athletic Club, por quinta vez.

## Incorporaciones y relegamientos
| Pos  | Equipo incorporado |
| ---- | ------------------ |
| Prom | Reformer           |

| Equipos relegados en la temporada 1904 |
| -------------------------------------- |
| No hubo                                |

De esta manera, los participantes fueron 7 equipos.

## Tabla de posiciones final
| Pos | Equipo            | Pts | PJ | G  | E | P  | GF | GC | Dif |
| --- | ----------------- | --- | -- | -- | - | -- | -- | -- | --- |
| 1.º | Alumni            | 21  | 12 | 10 | 1 | 1  | 43 | 8  | 35  |
| 2.º | Belgrano Athletic | 18  | 12 | 9  | 0 | 3  | 31 | 12 | 19  |
| 3.º | Estudiantes (BA)  | 17  | 12 | 8  | 1 | 3  | 36 | 18 | 18  |
| 4.º | Quilmes           | 12  | 12 | 6  | 0 | 6  | 32 | 15 | 17  |
| 5.º | Reformer          | 7   | 12 | 3  | 1 | 8  | 20 | 60 | -40 |
| 6.º | Lomas Athletic    | 7   | 12 | 3  | 1 | 8  | 12 | 41 | -29 |
| 7.º | Barracas Athletic | 2   | 12 | 1  | 0 | 11 | 8  | 28 | -20 |